# Tetrocycloecia pelliculata
Tetrocycloecia pelliculata is een mosdiertjessoort uit de familie van de Cerioporidae. De wetenschappelijke naam van de soort is voor het eerst geldig gepubliceerd in 1879 door Waters.